# Острова Пахтусова
Острова́ Па́хтусова — группа островов в Карском море в составе архипелага Норденшельда. Административно относятся к Таймырскому району Красноярского края России.
Расположены в центральной части архипелага и граничат со всеми остальными группами островов Норденшёльда: с островами Литке на севере, за проливом Ленина; с островами Восточными на востоке, также за проливом Ленина; с островами Вилькицкого на юго-западе, за проливом Радзеевского; с островами Цивольки на западе. Лежат плотной, вытянутой с северо-запада на юго-восток группой. Расстояние с запада на восток — около 35 километров, с юга на север — около 25 километров. Наивысшая точка островов составляет 77 метров, одна такая возвышенность лежит в центральной части острова Пахтусова, другая — в северной части острова Петерсена. Самая южная точка островов находится в 40 с небольшим километрах от континентальной России. Названы в 1901 году в честь русского мореплавателя и гидрографа Петра Кузьмича Пахтусова.
Состав:
- Александра — самый северный остров группы небольших размеров.
- Пахтусова — один из четырёх крупнейших островов группы. Расположен в её северо-западной части.
- Шпанберга — крупный остров в центральной части островов Пахтусова.
- Трувор — Y-образный пологий остров в северо-западной части группы.
- Силач — самый западный из островов Пахтусова. Небольшой и пологий.
- Петерсена — крупнейший остров группы длиной немногим менее 20 километров.
- Олег — самый восточный остров группы, небольшой, вытянутой формы.
- Добрыня Никитич — второй по размеру остров группы в её западной части.
- Скудные острова — две невысокие островные скалы между островами Петерсена и Добрыня Никитич.
- Звероловный — малый пологий остров у южного побережья острова Петерсена.
- Граничный — средних размеров остров в южной части группы.
- Наварин — самый южный остров группы. Соединён с островом Петерсена узкой недлинной перемычкой.
- Юрт — небольшой остров в крайней юго-восточной части группы.
- Котовского — малый остров в юго-западной части группы.